# Carbatina
Una carbatina era un tipo de zapato usado en la Antigua Grecia, Italia y el Medio Oriente. Consistía en una sola pieza de cuero, cosida en forma en el talón, envuelta sobre la planta del pie y sujetada en la parte superior por correas. Los campesinos solían usarlos en una época en que andar descalzos era una señal de pobreza extrema. Entre los romanos se cree que dejaron de usarse en el siglo III.

## Etimología
El término latino carbatina (plural: carbatinae) deriva del griego antiguo karbatine, que significa «zapato rústico», y se usa en los escritos de Aristóteles y Luciano. Probablemente deriva de κἁρφω que significa "hecho de piel seca". El mismo término también fue utilizado por Aristóteles para referirse a los revestimientos que se ponían en los pies de los camellos para prevenir llagas y por el romano Filón para una estructura cubierta de piel utilizada por los soldados para protegerse cuando asediaban fortificaciones.

## Descripción y uso
La carbatina se cortaba de una sola pieza de cuero de vaca doblada sobre la planta del pie y asegurada sobre la parte superior del pie con correas de cuero. Una costura cosida en el cuero en el talón ayudó a formar la carbatina en forma de zapato. El cuero generalmente se extendía justo debajo del tobillo, pero en algunos ejemplos se extiende por encima de este punto. Aunque por lo general tienen costuras solo en el talón, se sabe que algunos ejemplos se han reforzado con costuras en los dedos de los pies. Se han descrito como similares en forma a las zapatillas de ballet o mocasines modernos. Por lo general, tenían una forma bastante sencilla; se conoce un solo ejemplo decorado con calados de las excavaciones en Praetorium Agrippinae en los Países Bajos de hoy en día. La carbatina se ponía pisando el cuero, tirando de él hacia arriba por los lados del pie y atando las correas para asegurarlo.
Las carbatinae eran comúnmente usadas por los pueblos antiguos en Italia, Grecia y el Medio Oriente. En Italia eran comunes entre los campesinos. Eran un calzado barato y usado por las clases bajas en una época en la que aparecer descalzo era una señal pública de extrema pobreza. Fueron utilizados como cobertura de emergencia para los pies por miembros de las unidades mercenarias griegas durante la Expedición de los Diez Mil.

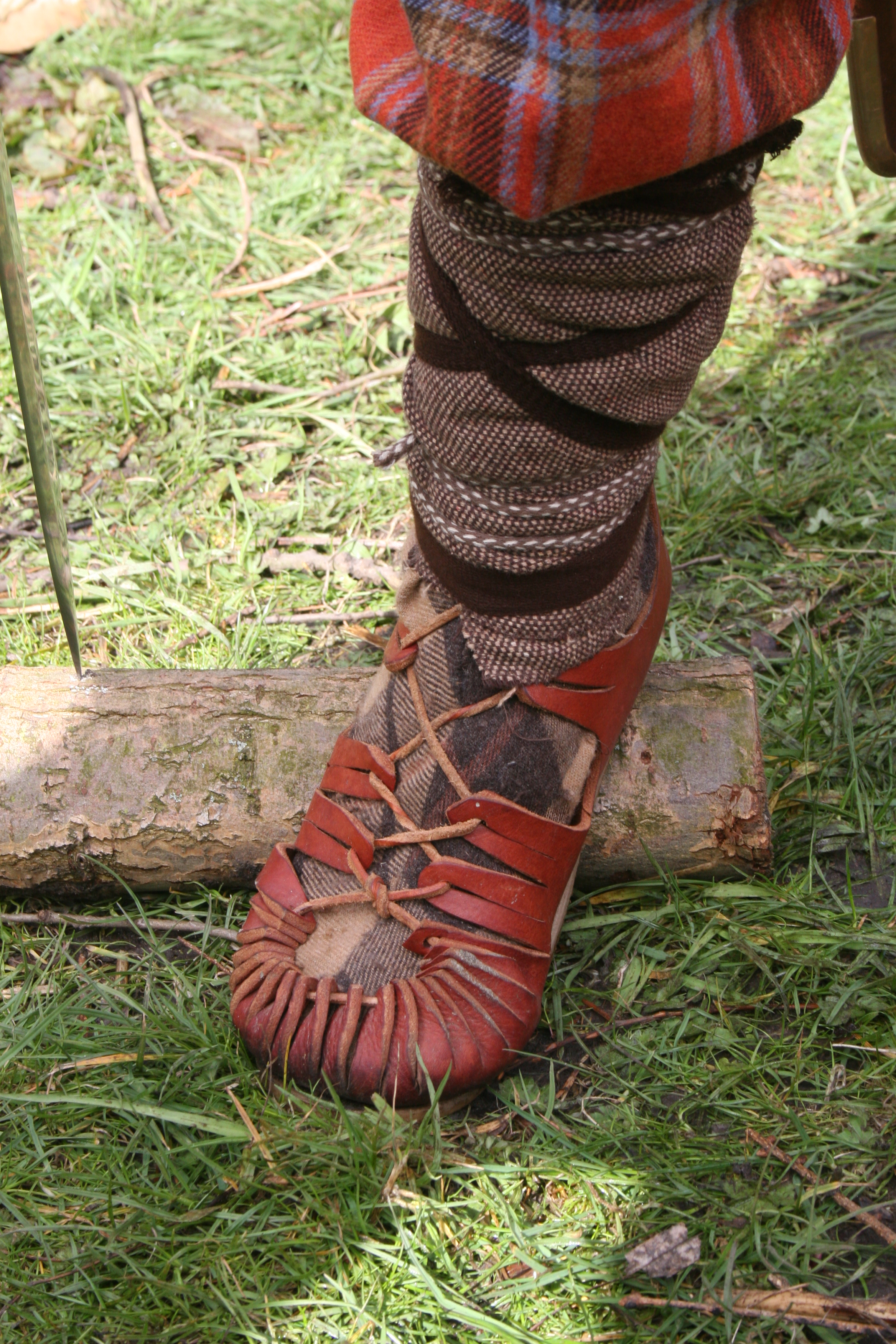
Romano

Las carbatinae se encuentran entre los primeros zapatos que se sabe que usaron los romanos. Se desarrollaron aún más en los cálceos, zapatos de cuero suave con lados sólidos que usaban los romanos más ricos con togas. Se cree que el uso de carbatinae por parte de los romanos pasó de moda en el siglo III d. C., reemplazado por zapatos con clavos en las suelas.